# La Chambre d'amis
Pour les articles homonymes, voir Chambre d'ami.
La Chambre d'amis est une pièce de théâtre de Loleh Bellon créée le 25 janvier 1995 au Petit Théâtre de Paris.

## Petit Théâtre de Paris,1995
Du 25 janvier au 31 décembre 1995 au Petit Théâtre de Paris
- Mise en scène : Jean Bouchaud
- Décors : Jacques Voizot
- Costumes : Juliette Chanaud
- Lumières : Roberto Venturi
- Distribution :
  - Suzanne Flon
  - Michèle Simonnet
  - Muranyi Kovacs
  - Stéphan Meldegg

Suzanne Flon reçoit pour ce rôle le Molière de la comédienne en 1995. Le spectacle est également nommé dans quatre autres catégories : Molière de l'auteur, Molière du théâtre privé, Molière de la comédienne dans un second rôle, Molière de la révélation théâtrale